# Larroque-sur-l'Osse
Larroque-sur-l'Osse este o comună în departamentul Gers din sudul Franței. În 2009 avea o populație de 213 de locuitori.

## Evoluția populației
| An        | 1975 | 1982 | 1990 | 1999 | 2006 | 2009 |
| --------- | ---- | ---- | ---- | ---- | ---- | ---- |
| Populație | 270  | 258  | 254  | 226  | 198  | 213  |